# Nördlicher Brillensalamander
Der Nördliche Brillensalamander (Salamandrina perspicillata) ist eine der beiden Arten der Brillensalamander und lebt im zentralen Italien.

## Merkmale
Zierlicher, nur 6–13 cm (meist 8–9 cm) lang werdender Landsalamander mit 4 Zehen an allen Füßen, aber ohne Ohrdrüsenpakete (Parotiden). Die Oberseite ist glanzlos schwärzlich, seltener dunkelbraun, mit einem hellen brillenförmigen, dreieckigen oder V-förmigen Fleck zwischen den Augen. Die Schwanzspitze ist hellbraun oder rötlich. Die Rückenmitte weist gelegentlich einen schmalen, rötlichen Streifen auf. Der Bauch ist weißlich mit schwarzen Flecken, die Kehle schwarz mit kleinen weißen Punkten und einem größeren, hellen, unregelmäßig geformten Fleck. Die Unterseite der Beine und des Schwanzes, sowie der Kloakenregion, sind auffallend rot gefärbt. Die Geschlechter sind äußerlich nur schwer unterscheidbar. Die bis 30 mm lang werdenden Larven haben einen niedrigen, spärlich bis dicht dunkel gefleckten Flossensaum, der nach vorne nur bis etwa zur Rückenmitte reicht und kurze Kiemenbüschel („Bergbach-Typ“). Ihr Schwanzende ist gerundet und weist manchmal einen kurzen Enddorn auf.

## Verwechslungsarten
Äußerlich ist die Art kaum vom Südlichen Brillensalamander zu unterscheiden, die Verbreitungsgebiete der beiden Arten überschneiden sich aber nur geringfügig. In der Provinz Benevento südöstlich von Rom kommen örtlich beide Arten im selben Lebensraum vor. Bei S. terdigitata ist die rote Farbe auf der Schwanzoberseite ausgedehnter als bei S. perspicillata und bei ersterer auch häufiger eine rötliche Rückenlinie ausgebildet als bei der zweitgenannten Art. Der Unterschied in der stärkeren Rotausdehnung beim Südlichen Brillensalamander scheint auch für die Unterseite zu gelten.
In den Lebensräumen der Brillensalamander können auch Höhlensalamander vorkommen. Diese haben aber 5 Zehen an den Hinterfüßen und sind unterseits nicht so kontrastreich gefärbt, vor allem fehlt das kräftige Rot. In den Laichgewässern können manchmal auch Larven des Feuersalamanders leben. Diese weisen auf den Beinwurzeln oberseits jeweils einen hellen Fleck auf, der den Larven der Brillensalamander fehlt. Außerdem haben sie 5 Zehen an den Hinterfüßen, die Larven der Brillensalamander dagegen 4.

## Verbreitung

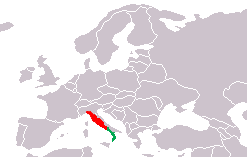
Die rote Fläche zeigt das Verbreitungsgebiet des Nördlichen Brillensalamanders.

Von der Provinz Genua in Ligurien, sowie den Provinzen Pavia, Alessandria und Piacenza im Norden bis Caserta bei Neapel im Süden. Dazwischen weit verbreitet in den Apenninen.

## Lebensraum
Von Meeresspiegelhöhe bis 1480 m über NN, meist in Höhen von 400 bis 1100 m. An manchen Stellen sind die Salamander häufig. Sie leben dabei bevorzugt in schattigen, nach Norden liegenden Tälern, dort in Laubwäldern entlang kleiner Flüsse und Bäche, vor allem auf felsigem Untergrund. Kennzeichnend für die Aufenthaltsbereiche sind eine Bodenschicht mit krautigem Unterwuchs, Moosen, Falllaub, Rinden, verrottenden Baumstrunken sowie Steinen. Die bodennahe Luftfeuchte ist ständig hoch. Als Laichgewässer dienen Bachkolke, Quelltöpfe und ganz besonders Tümpel in Bachnähe, die vom Bach gespeist werden. Daneben werden alte Brunnen und wassergefüllte Viehtröge genutzt. Die Winterquartiere befinden sich an Land, im Boden (in 20–100 cm Tiefe), in Totholz und unter Baumrinde.

## Lebensweise
Von November bis Februar/März überwintern die Tiere, zumindest im Norden des Areals und in höhergelegenen Regionen, anschließend wandern sie in Richtung Laichgewässer. Die Paarung wurde bislang noch nie vollständig beobachtet. Sie findet wahrscheinlich nachts an Land statt, wobei das Männchen dem Weibchen die Spermien auf einer Spermatophore (Samenträger) präsentiert. Nach Aufnahme der Spermien suchen die Weibchen die Laichgewässer auf und legen ihre ellipsenförmigen, weißlichen oder cremefarbenen Eier einzeln oder in länglichen Gruppen bis zu 20 Stück an Steinen, Wurzeln, Ästen oder Gräsern ab. Insgesamt kann ein Weibchen 40–60 Eier je Saison produzieren. Eiablagen finden im Norden des Areals im März/April statt. Bei mildem, regenreichem, mediterranen Winterklima dagegen, wie in Mittel-Italien, schon ab Ende Oktober/Anfang November bis Ende Mai. Eine Winterruhe der erwachsenen Tiere ist dann entweder nur kurz (November/Dezember) oder entfällt ganz. Brillensalamander sind vor allem nachts, an feuchten, regnerischen Tagen auch in den Morgen- und späteren Nachmittagsstunden aktiv, besonders im Frühling und Herbst. Ihre Nahrung besteht aus kleinen Wirbellosen, z. B. Käfern, Heuschrecken, Ameisen, Spinnen, Asseln, Tausendfüßern, Schnecken und Würmern. Ihre Feinde sind kaum bekannt, vermutet werden Forellen, Flusskrebse und Süßwasserkrabben, sowie an Land Blindschleichen und Erdkröten.
Bei Bedrohung können Brillensalamander den Schwanz anheben und auffällig kopfwärts einrollen, wodurch die kräftige rote Schwanzunterseite sichtbar wird. Dabei wird auch noch der Kopf hochgereckt und nach hinten gebogen. Diese oft als Abwehrverhalten interpretierte Reaktion wird mit dem sogenannten „Unkenreflex“ der Bombina-Arten verglichen. Manchmal drehen sich die Tiere auch auf den Rücken und präsentieren so ihre gesamte kontrastreich gefärbte Unterseite. Dabei verhalten sie sich regungslos („Totstellen“).

## Gefährdung
Die IUCN listet die Art als nicht gefährdet (least concern) mit einer stabilen Population. Die Art ist weit verbreitet und oftmals häufig.